# Javier Frana
Javier Alberto Frana Maggi (* 25. Dezember 1966 in Rafaela) ist ein ehemaliger argentinischer Tennisspieler.

## Karriere
Frana wurde 1986 Tennisprofi und stand im darauf folgenden Jahr zusammen mit Christian Miniussi in Barcelona erstmals im Finale eines ATP-Turniers. 1988 gewann er, erneut an der Seite von Miniussi, seinen ersten Doppeltitel auf der ATP Tour. Insgesamt kam er im Laufe seiner Karriere auf sieben Doppeltitel, weitere neunmal stand er im Finale eines Doppelwettbewerbs. 1991 gewann er in Guarujá seinen ersten von insgesamt drei Einzeltiteln auf der ATP World Tour. Seine höchsten Notierungen in der Weltrangliste erreichte er 1995 mit Platz 30 im Einzel sowie 1992 mit Position 14 im Doppel.
Seine besten Einzelergebnisse bei Grand-Slam-Turnieren waren die Achtelfinalteilnahmen bei den French Open und den US Open 1994. In der Saison 1991 erreichte er bei den US Open das Achtelfinale, bei den French Open das Halbfinale und in Wimbledon das Finale der Doppelkonkurrenz, in dem er an der Seite von Leonardo Lavalle der Paarung John Fitzgerald/Anders Järryd unterlag. 1996 gewann er zusammen mit Patricia Tarabini den Mixedtitel der French Open.
Frana spielte zwischen 1986 und 1997 17 Einzel- sowie 20 Doppelpartien für die argentinische Davis-Cup-Mannschaft. Bei der Viertelfinalbegegnung 1990 gegen Deutschland gewann er an der Seite von Gustavo Luza das Doppel gegen Eric Jelen und Michael Stich und trug damit maßgeblich zum 3:2-Sieg Argentiniens bei. Beim erneuten Viertelfinal-Zusammentreffen der beiden Länder im darauf folgenden Jahr verlor er gegen Stich und Boris Becker beide Einzel sowie an der Seite von Christian Miniussi das Doppel, Deutschland gelang damit eine 5:0-Revanche.
Frana trat dreimal bei Olympischen Spielen für Argentinien an. 1988  unterlag er in der zweiten Runde seinem Landsmann Martín Jaite, 1992 verlor er gegen Fabrice Santoro. Bei seinem letzten Auftritt bei den Olympischen Spielen 1996 schied er in der ersten Runde gegen Greg Rusedski aus. 1992 gewann er an der Seite von Christian Miniussi die Bronzemedaille im Herrendoppel. Bei den Panamerikanischen Spielen 1995 in Mar del Plata sicherte er sich an der Seite von Luis Lobo die Goldmedaille.

## Erfolge
| Legende                       |
| Grand Slam                    |
| Tennis Masters Cup            |
| ATP Masters Series            |
| ATP International Series Gold |
| ATP International Series (10) |
| ATP Challenger Series (15)    |

### Einzel

#### Turniersiege

##### ATP Tour
| Nr. | Datum            | Turnier           | Belag     | Finalgegner            | Ergebnis      |
| --- | ---------------- | ----------------- | --------- | ---------------------- | ------------- |
| 1.  | 21. Oktober 1991 | Guarujá           | Hartplatz | Markus Zoecke          | 2:6, 7:6, 6:3 |
| 2.  | 25. Oktober 1993 | Santiago de Chile | Sand      | Emilio Sánchez Vicario | 7:5, 3:6, 6:3 |
| 3.  | 19. Juni 1995    | Nottingham        | Rasen     | Todd Woodbridge        | 7:6, 6:3      |

##### Challenger Tour
| Nr. | Datum            | Turnier           | Belag   | Finalgegner     | Ergebnis      |
| --- | ---------------- | ----------------- | ------- | --------------- | ------------- |
| 1.  | 2. November 1987 | Santiago de Chile | Sand    | Alberto Mancini | 2:6, 6:3, 6:4 |
| 2.  | 11. April 1988   | Rio de Janeiro    | Teppich | Cássio Motta    | 7:5, 4:6, 6:3 |
| 3.  | 1. Februar 1993  | Punta del Este    | Sand    | Gabriel Markus  | 4:6, 6:2, 7:6 |

#### Finalteilnahmen
| Nr. | Datum             | Turnier      | Belag     | Finalgegner    | Ergebnis        |
| --- | ----------------- | ------------ | --------- | -------------- | --------------- |
| 1.  | 21. November 1988 | Itaparica    | Hartplatz | Jaime Yzaga    | 6:7, 2:6        |
| 2.  | 8. Juli 1991      | Newport (1)  | Rasen     | Bryan Shelton  | 6:7, 2:6        |
| 3.  | 5. Juli 1993      | Newport (2)  | Rasen     | Greg Rusedski  | 5:7, 7:67, 6:75 |
| 4.  | 14. November 1994 | Buenos Aires | Sand      | Àlex Corretja  | 3:6, 7:5, 6:75  |
| 5.  | 17. April 1995    | Bermuda      | Sand      | Mauricio Hadad | 6:75, 6:3, 4:6  |
| 6.  | 8. Mai 1995       | Pinehurst    | Sand      | Thomas Enqvist | 3:6, 6:3, 3:6   |

### Doppel

#### Turniersiege

##### ATP Tour
| Nr. | Datum              | Turnier      | Belag       | Partner              | Finalgegner                       | Ergebnis      |
| --- | ------------------ | ------------ | ----------- | -------------------- | --------------------------------- | ------------- |
| 1.  | 16. Mai 1988       | Florenz      | Sand        | Christian Miniussi   | Claudio Pistolesi Horst Skoff     | 7:6, 6:4      |
| 2.  | 5. Februar 1990    | Guarujá      | Hartplatz   | Gustavo Luza         | Luiz Mattar Cássio Motta          | 7:6, 7:6      |
| 3.  | 29. Juli 1991      | Los Angeles  | Hartplatz   | Jim Pugh             | Glenn Michibata Brad Pearce       | 7:5, 2:6, 6:4 |
| 4.  | 5. Juli 1993       | Newport      | Rasen       | Christo van Rensburg | Byron Black Jim Pugh              | 4:6, 6:1, 7:6 |
| 5.  | 13. September 1993 | Bordeaux     | Hartplatz   | Pablo Albano         | David Adams Andrei Olchowski      | 7:6, 4:6, 6:3 |
| 6.  | 27. Februar 1995   | Mexiko-Stadt | Sand        | Leonardo Lavalle     | Marc-Kevin Goellner Diego Nargiso | 7:5, 6:3      |
| 7.  | 9. Oktober 1995    | Ostrava      | Teppich (i) | Jonas Björkman       | Guy Forget Patrick Rafter         | 6:7, 6:4, 7:6 |

##### Challenger Tour
| Nr. | Datum            | Turnier           | Belag     | Partner              | Finalgegner                       | Ergebnis      |
| --- | ---------------- | ----------------- | --------- | -------------------- | --------------------------------- | ------------- |
| 1.  | 23. Juni 1986    | Clermont-Ferrand  | Sand      | Gustavo Guerrero     | Gilad Bloom Carl-Uwe Steeb        | 6:1, 6:0      |
| 2.  | 30. Juni 1986    | Chartres          | Sand      | Gustavo Guerrero     | Mansour Bahrami Éric Winogradsky  | 6:2, 6:4      |
| 3.  | 2. November 1987 | Santiago de Chile | Sand      | Hans Gildemeister    | Marcos Hocevar Alexandre Hocevar  | 6:4, 6:3      |
| 4.  | 30. Oktober 1989 | Bahia             | Hartplatz | Cássio Motta         | Sergio Casal Javier Sánchez       | 6:4, 6:2      |
| 5.  | 12. Februar 1990 | São Paulo (1)     | Sand      | Gustavo Luza         | Ricardo Camargo Ivan Kley         | 6:3, 7:6      |
| 6.  | 6. August 1990   | São Paulo (2)     | Sand      | Cássio Motta         | João Zwetsch Gabriel Markus       | 6:3, 3:6, 6:1 |
| 7.  | 12. Juli 1992    | Newcastle         | Rasen     | Christo van Rensburg | Kent Kinnear Peter Nyborg         | 7:6, 7:6      |
| 8.  | 12. Oktober 1992 | Buenos Aires      | Sand      | Pablo Albano         | Horacio de la Peña Gabriel Markus | 7:6, 6:4      |
| 9.  | 5. April 1993    | San Luis Potosí   | Sand      | Leonardo Lavalle     | Francisco Montana Bryan Shelton   | 6:3, 4:6, 6:4 |
| 10. | 13. Februar 1995 | Mar del Plata     | Sand      | Luis Lobo            | Jordi Burillo Hernán Gumy         | 7:6, 6:0      |
| 11. | 22. April 1996   | Birmingham        | Sand      | Karel Nováček        | Matt Lucena Dave Randall          | 6:3, 6:1      |
| 12. | 7. April 1997    | Bermuda           | Sand      | Mark Knowles         | Lucas Arnold Ker Daniel Orsanic   | 6:3, 6:7, 6:3 |

#### Finalteilnahmen
| Nr. | Datum              | Turnier                 | Belag     | Partner            | Finalgegner                         | Ergebnis           |
| --- | ------------------ | ----------------------- | --------- | ------------------ | ----------------------------------- | ------------------ |
| 1.  | 27. September 1987 | Barcelona               | Sand      | Christian Miniussi | Miloslav Mečíř Tomáš Šmíd           | 1:6, 2:6           |
| 2.  | 31. Januar 1988    | Guarujá                 | Hartplatz | Diego Pérez        | Ricardo Acuña Luke Jensen           | 1:6, 4:6           |
| 3.  | 24. Juni 1991      | Wimbledon Championships | Rasen     | Leonardo Lavalle   | John Fitzgerald Anders Järryd       | 3:6, 4:6, 7:6, 1:6 |
| 4.  | 8. Juli 1991       | Newport                 | Rasen     | Bruce Steel        | Gianluca Pozzi Brett Steven         | 4:6, 4:6           |
| 5.  | 13. Oktober 1991   | Tel Aviv                | Hartplatz | Leonardo Lavalle   | David Rikl Michiel Schapers         | 2:6, 7:6, 3:6      |
| 6.  | 3. November 1991   | Búzios                  | Hartplatz | Leonardo Lavalle   | Sergio Casal Emilio Sánchez         | 6:4, 3:6, 4:6      |
| 7.  | 18. Mai 1992       | Bologna                 | Sand      | Javier Sánchez     | Luke Jensen (2) Laurie Warder       | 2:6, 3:6           |
| 8.  | 18. April 1993     | Charlotte               | Sand      | Leonardo Lavalle   | Rikard Bergh Trevor Kronemann       | 1:6, 2:6           |
| 9.  | 7. November 1993   | São Paulo               | Sand      | Pablo Albano       | Sergio Casal Emilio Sánchez Vicario | 4:6, 7:6, 4:6      |